# Man (leník)
Leník (též man) je uživatelem léna a je vázán svému lennímu pánovi slibem věrnosti a poslušnosti a rovněž případné vojenské pomoci.
Leník byl většinou původem z řad nižší šlechty a převážně bez vlastních svobodných statků, který za své vojvodské služby případně i jiné služby prokazované panovníkovi nebo některému jinému významnému šlechtici či duchovnímu získával do správy a užívání příslušné majetky — manství.